# جامپائولو کئولا
جامپائولو کئولا (ایتالیایی: Giampaolo Cheula؛ زادهٔ ۲۳ مهٔ ۱۹۷۹) دوچرخه‌سوار اهل ایتالیا است. وی در مسابقات تور دو فرانس و جیرو دیتالیا شرکت کرده است.